# Dvorac Mir
Dvorac Mir (bjeloruski: Мірскі замак) u Bjelorusiji (Hrodna voblast) je izvrstan primjer srednjoeuropskog dvorca, što se vidi u njegovom nacrtu i gradnji u više stilova (gotika, renesansa i barok) koji su se savršeno uklopili stvorivši znamenit spomenik povijesti regije. Sama oblast dvorca je kroz povijest dugo bila kulturnoj i političkoj međi, što se vidi i iz njenog izgleda. Od 2000. godine dolazi na UNESCO-ov popis mjesta svjetske baštine u Europi.

## Povijest
Gradnju dvorca započeo je vojvoda Ilinič, kraj sela Mir, krajem 15. stoljeća u gotičkom stilu s kvadratnim zidinama i kulama na kutovima. Peta kula je bila iznad ulaza s pokretnim mostom. Sve kule su četvrtaste u osnovi i završavaju oktogonalnim krovom, ali svaka ima jedinstvene dekoracije od crvene opeke s bijelim nišama od bijelog štuka. 
Kada je dospio u ruke vojvode Radziwilsa (1568.), proširuje se i rekonstruira, posebice stambeni kompleks, najprije u renesansnom, a potom u baroknom stilu. Nakon što je bio napušten skoro cijelo stoljeće, devastiran je za vrijeme Napoleona. Dvorac je obnovljem koncem 19. stoljeća, pri čemu su mu dodani mnogi dijelovi i uređena mu je okolica u talijanski park s umjetnim jezerom. 
Dvorac danas stoji kao spomenik turbulentne prošlosti ovog kraja.

## Vanjske poveznice
|  | Zajednički poslužitelj ima još gradiva o temi Dvorac Mir |

- Dvorac Mir (UNESCO)
- Oleg Trusov, Dvorac Mir